# جورج بوشامب
جورج بوشامب (بالإنجليزية: George Beauchamp)‏ هو مخترِع أمريكي، ولد في 18 مارس 1899 في مقاطعة كولمان في الولايات المتحدة، وتوفي في 30 مارس 1941 في لوس أنجلوس في الولايات المتحدة بسبب مرض قلبي وعائي.

## وصلات خارجية
- جورج بوشامب على موقع ميوزك برينز (الإنجليزية)